# 毒ガスをあびて
『毒ガスをあびて』（どくガスをあびて、英: Gassed）は、ジョン・シンガー・サージェント(1856-1925)による1918年の絵画である。ロンドンの帝国戦争博物館に収蔵されている。第一次世界大戦中の、ドイツ軍による毒ガス攻撃の被害を受けて視力を失っているイギリス兵士たちが治療所へ移動する様子を描いている。

## 製作の経緯
1918年5月、すでに肖像画家として高い名声を得ていたサージェントはイギリス情報省が計画中の戦争記念ホールを飾る大作の制作を依頼された画家の一人となった。その他に依頼を受けた画家にはパーシー・ウインダム・ルイスやポール・ナッシュ、ヘンリー・ラム、ジョン・ナッシュ、スタンリー・スペンサーがいた。
サージェントはすでに62歳であったが、1918年7月にイギリスの画家、ヘンリー・トンクスとともに西部戦線を訪れ、フランス北部、パ＝ド＝カレー県のアラスの町の南西で、ドイツ軍の毒ガス攻撃の犠牲者たちを目撃することになった。その光景の強い印象から、作品の題材が決まり、1918年から 1919年にかけて、フラムのサージェントのスタジオで作品の制作し、作品は1919年3月に完成した。その年のロンドンのロイヤル・アカデミー・オブ・アーツの展覧会で展示され、ロイヤル・アカデミーの年間最優秀絵画に選ばれた。戦争記念ホールの計画は帝国戦争博物館の計画に統合されたため、この作品は帝国戦争博物館に所蔵されている。

## 作品の概要
ドイツ軍の毒ガス攻撃を受けた、多くの負傷者が、草の上に座ったり横になったりしている中を、救急隊員が10人あまりの負傷者を仮設の治療所へ導いている光景が描かれている。 兵士たちは、痛みを感じる目に布切れの包帯が巻かれて目が見えなくなっていて、前を進む兵士の肩に手を置いて進んでいる。その姿は16世紀のオランダの画家、ピーテル・ブリューゲルの作品「盲人の寓話(The Parable of the Blind)」を想起させる。もう一団の負傷者が、同じように導かれているの描かれている。気づかれないほどのはるか遠くに、ユニフォームを着てサッカーをする人々が描けれ、空には小さく数機の飛行機も描かれている。

## ギャラリー

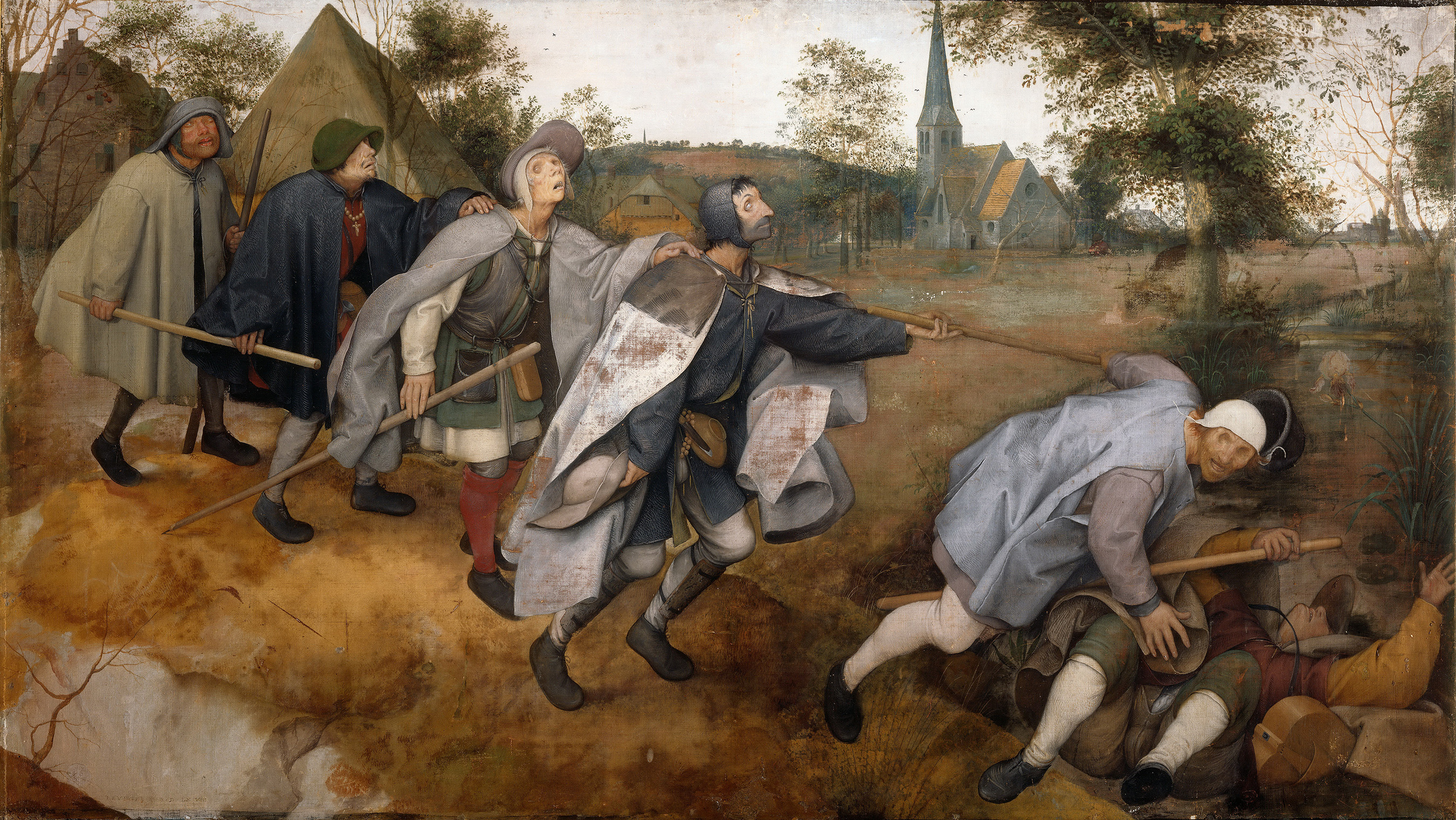
ピーテル・ブリューゲル作「盲人の寓話(The Parable of the Blind)」(1568)
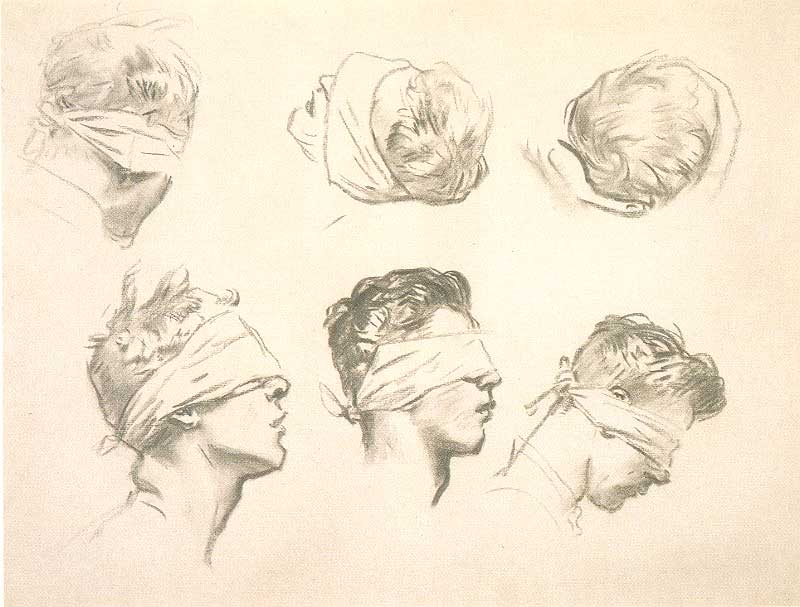
作品のための習作
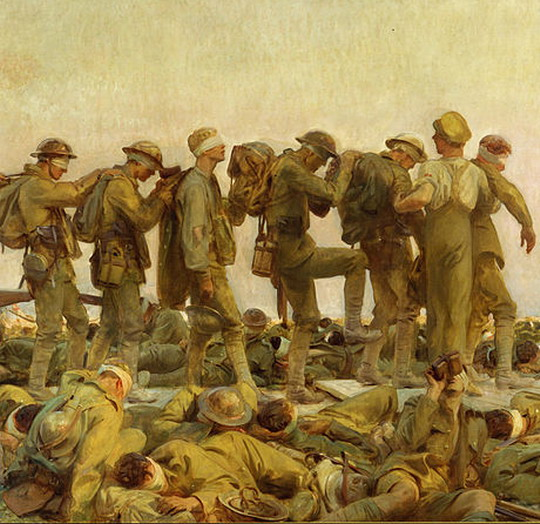
作品の細部
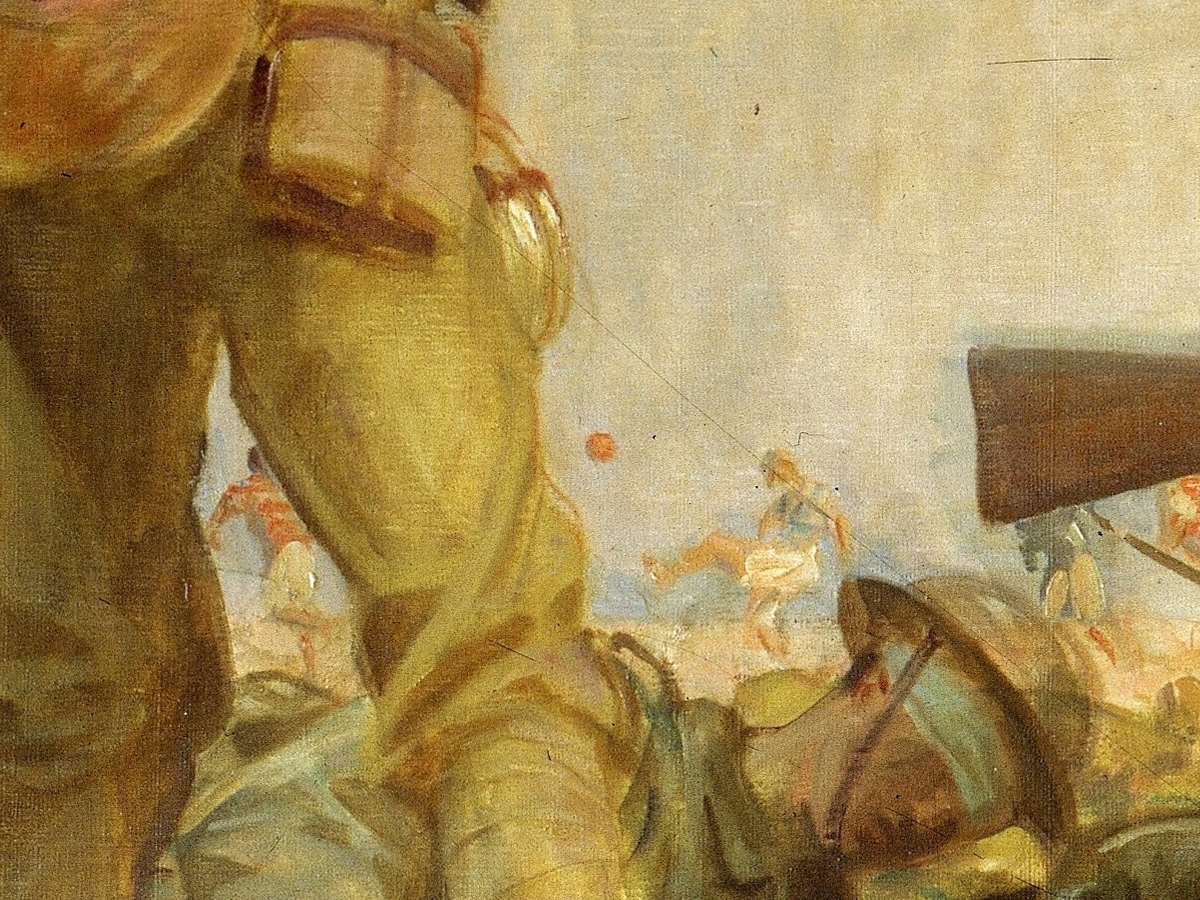
作品の細部、遠景でサッカーをする兵士